# SOSUS

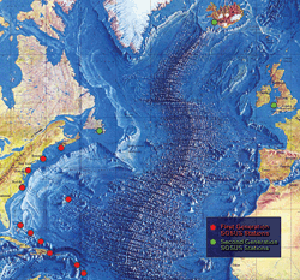
Första SOSUS-stationerna

SOSUS (SOund SUrveillance System) var det ursprungliga namnet för ett undervattensbaserat avlyssningssystem som lyssnade efter sovjetiska ubåtar under större delen av det kalla kriget.
Systemet består av ett stort antal avlyssningsposter placerade under vattnet runt omkring Grönland, Island och Storbritannien i norra Atlanten (GIUK-gapet). Systemet började utvecklas av USA under 40-talet. Det var byggt så att man med hjälp av flera avlyssningsposter kunde triangulera fram en ubåts eller ett ytfartygs position. Med hjälp av detta system kunde Nato veta när Sovjetunionen sände ut sina ubåtar från sin norra flottbas i Murmansk.
Som så mycket annat under kalla kriget gjorde även detta system att upprustningen mellan supermakterna ökade. Sovjet utvecklade bland annat fram nya ballistiska missiler till sina ubåtar med extrem räckvidd bara för att kunna avfyra dem utan att först behöva korsa SOSUS-barriären.
Systemet bytte 1985 namn till Integrated Undersea Surveillance System (IUSS). Det förblev en hemlighet fram till kalla krigets slut och blev inte officiellt förrän 1991. Systemet används än idag men är nu till större delen ett civilt projekt där det bland annat används till att spåra valars vandring över Atlanten.